# Xiao xiao
Xiao Xiao è un personaggio animato creato da Zhu Zhq utilizzando la tecnologia Macromedia Flash.
Xiao Xiao è una figura stilizzata, un omino composto da 5 linee e un cerchio (così come tutti gli altri personaggi che appaiono nei suoi episodi), ma riesce a creare l'effetto di un guerriero esperto nella arti marziali. Tecnicamente, gli episodi sono caratterizzati da una straordinaria fluidità.
Sono state create decine di "cloni" di Xiao Xiao (tra i quali Electric Man), che ne riprendono lo stile per dar vita a nuove avventure.

## Episodi
1. Originalmente distribuito sotto forma di file AVI: due personaggi combattono furiosamente.
2. Episodio interattivo: chi guarda il filmato partecipa alle (dis)avventure del protagonista usando il mouse. Tre stage da completare.
3. Xiao Xiao combatte da solo contro un gran numero di avversari. Alcune sequenze ricordano il film The Matrix.
4. Altro episodio interattivo: Xiao Xiao, armato di pistola, fa irruzione in un casolare e (mouse dell'utente permettendo) sconfigge il boss della banda. Anche in questo caso alcune sequenze ricordano The Matrix.
5. Xiao Xiao alle prese con un altro guerriero molto forte; il combattimento continua anche dopo la morte, ma qualcosa lo interrompe.
6. Episodio interattivo: Xiao Xiao deve completare tre semplici stage.
7. Prima parte della caccia al boss di una banda, si svolge nel covo del boss.
8. Seconda parte della storia iniziata nell'episodio 7, si svolge per strada, con un inseguimento ad alta velocità.
9. Episodio interattivo in forma di videogioco arcade.